# Conop
Conop – wieś w Rumunii, w okręgu Arad, w gminie Conop. W 2011 roku liczyła 596 mieszkańców. 